# 美國輪船公司
美國輪船公司（英語：American Steamship Company，縮寫為），一間美國船運公司，主要業務為經營五大湖區的自卸船（self-unloading vessels）船隊。創建於1907年，目前是通用美國運輸公司（General American Transportation Corporation）的子公司。

## 歷史
1907年，美國輪船公司創立於紐約州水牛城，創辦人為約翰·博蘭（John J. Boland）與亞當·科尼利厄斯（Adam E. Cornelius）。
1967年，併購了奧斯維哥船運公司（Oswego Shipping Company）。
1973年，博蘭家族與科尼利厄斯家族，將公司出售給通用美國運輸公司。

## 外部連結
- 美國輪船公司首頁 （页面存档备份，存于）